# Gaguari
Gaguari, également appelé Gaguaritanus, Gauvaritanus ou Gaguaritensis, est un ancien diocèse d’Afrique du Nord et est, depuis 1933, évêché titulaire. La position de l’ancien diocèse est pour le moment inconnue. 

## Localisation
Sous l’hégémonie romaine, cet évêché appartenait à la province de Byzacène. Cette province se situait en Afrique du Nord. La localisation exacte de Gaguari ne peut pas être déterminée en vue de l’état actuel des recherches. Cependant, tout nous laisse à penser que le site de l’évêché se localise dans l’actuel Sahel tunisien.

## Donatisme

### Origines
Dans les premières années du IVe siècle PCN, l’empereur Dioclétien lança de grandes persécutions contre les chrétiens. En Afrique du Nord, les gouverneurs des provinces d’Afrique proconsulaire et de Numidie ordonnèrent que les prêtres et évêques livrent les textes et objets du culte. Ceux qui ne s’étaient pas opposés aux exactions furent appelés des lapsi (de lapsus : celui qui est tombé) et ceux qui avaient livré les textes et les objets, des traditores (de tradire : livrer).
Puisque l’administration et les sacrements des personnes coupables de cette faiblesse étaient jugés non valides, l’accusation, vraie ou non, devint un moyen pour nuire à l’autorité et à l’ambition de certains hommes. C’est dans ce contexte de suspicion que naquit et se développa le donatisme. Après l’élection de l’évêque de Carthage, Caecilianus, en 311, un groupe d’évêques numides sous la direction de leur primat, Secundus de Tigisi, décrétèrent l’ordination non valide. Un des évêques « électeurs », Felix d’Aptunga, aurait été un traditeur. Ils élisirent alors Majorinus évêque de Carthage. C’est le début du schisme donatiste qui doit son nom soit au successeur de Majorinus, Donat, soit à un prêtre influent du mouvement donatiste.
Plusieurs motifs sont attribués au donatisme : politiques, religieux et sociaux. Cependant, il semblerait que ce soit un affrontement de personnalités fortes qui amena un développement rapide du schisme.

### Développement
Sous le règne de Constantin Ier, plusieurs mesures de répressions envers le donatisme furent appliquées en vain. C’est pour cela qu’en 321, Constantin fit publier un édit pour autoriser le donatisme.
Après 25 années d’existence, l’Église donatiste avait son propre réseau d’évêques, organisait ses propres conciles, réunissait ses propres fidèles rebaptisés puisque les sacrements des autres évêques n’étaient pas valides du point de vue donatiste. La « Contre-Église » comptait alors 270 évêques et subsistait par elle-même. Toutefois, l’empereur Constance II ordonna la fusion des Églises rivales en 347. Cette mesure entraîna un déchainement de violence contre l’ordre impérial en Numidie. En 361 ou 362, l'empereur Julien décida d’accorder un édit de tolérance à toutes les sectes chrétiennes proscrites par Constance ce qui lui donna un nouvel élan au donatisme. Son successeur, Théodose Ier, échoua également à résoudre le schisme donatiste.

### Disparition
Le conflit prit un tournant décisif après la nomination de l’évêque Aurelius en 391. Il décida de s’associer à Augustin d'Hippone, futur Saint-Augustin , afin d’endiguer le donatisme. C’est ainsi qu’en 411 fut organisée la conférence de Carthage qui regroupa des évêques des deux camps. C’est à ce moment que Rogatus, évêque de Gaguari, renonça au donatisme pour le catholicisme. Le schisme prit fin progressivement à partir de 413 sous l’action d’Augustin et la répression d’Honorius.

## Transformation en évêché titulaire
En 1933, sous le pontificat de Pie XI, Gaguari devint un siège titulaire.
La pratique d'un siège titulaire remonte au Ve siècle lorsque les invasions grignotent l’Empire romain et les terres de l’Église catholique. On retrouve la plupart des sièges titulaires en Afrique du Nord, en Espagne et au Proche-Orient. Selon l’Annuaire pontifical de 2010, il y aurait près de 2000 siège titulaire. Les évêques chassés de leur diocèse par les envahisseurs partaient et recevaient des postes en Europe. Ils devinrent alors évêque auxiliaire. Leurs successeurs reçurent leur titre d’évêque, mais pas le diocèse conquis. La pratique est règlementée en 1311, lors du concile de Vienne. On les appelaient « évêque in patribus infidelium ». lors de réorganisations de l’Église sous Léon XIII, lors du quatrième concile du Latran 1512 – 1517, le nom devient « évêque titulaire ». L’objectif était de ne pas perdre la mémoire de ces communautés chrétiennes perdues. Aujourd’hui[Quand ?], le titre ne peut être accordé que par le Saint-Siège et est attribué à des personnalités de l’Église ayant besoin du titre d’évêque pour exercer certaines fonctions. Le personnage reçoit alors le titre, mais aucun gouvernement territorial.

## Histoire
Gaguari semble avoir été oublié, mais il est néanmoins répertorié dans de nombreux ouvrages,,.
Différents paramètres dans l’Antiquité peuvent expliquer la disparition d’un évêché (ou de traces de cet évêché) à Gaguari.
Premièrement, il existait un grand nombre d’évêchés en Afrique du Nord antique, surtout lors du schisme donatiste. L’organisation des provinces africaines laissait une certaine autonomie aux cités. Par la suite, ces cités exigeront plus de libertés religieuses : elles souhaitaient avoir leur propre évêque. Cela explique le nombre important d’évêchés à l’époque,. Malheureusement, seulement la moitié d’entre eux ont pu être identifiés comme Gaguari.
Deuxièmement, à partir de 645, les conciles qui réunissaient auparavant les évêques de toute l’Afrique du Nord ne se réunissent désormais plus qu’au niveau provincial. Les détails de ces réunions sont aujourd’hui en grande partie inconnus, seules quelques lettres synodales furent conservées. Troisièmement, les sièges des évêchés (et donc Gaguari), à l’époque du donatisme, peuvent être de différents types : une ville ou un bourg de taille plus ou moins grande, une grosse ferme ou une communauté de familles. Quatrièmement, les révoltes berbères récurrentes dans le Sud de la province de Byzacène firent baisser le nombre d’évêque de 115 à 43, entre 484  et 646. On observe également une diminution de taille des communautés.

## Personnages liés

### Évêques
- Rogatus (fin IVe-début Ve siècle)[17] : Lors du concile de Carthage de 411, il est référencé comme évêque de Gaguari. Il décida d’abandonner la doctrine du donatisme afin de rejoindre la catholique.

- Victor (c. 480) : Il était l’évêque de Gaguari pendant la période des persécutions vandales[18].

### Évêques titulaires
- Mario Roberto Emmett Anglim (1922-1973)[19] : Né le 4 mars 1922 aux États-Unis. Il fut membre de la «  Congregation of the Most Holy Redeemer »[20]en 1942. Il fut ordonné prêtre dans cette même congrégation dès 1948. En 1964, il devint prélat de Coari au Brésil. C’est le 23 mars 1966 qu’il reçut l’évêché titulaire de Gaguari par Paul VI. Il est mort le 13 avril 1973.

- Diego Gutierrez Pedraza  (1926-1990)[21] : Né le 26 septembre 1926 en Espagne. En 1951, il fut ordonné prêtre dans «  The Order of Saint Augustine »[22]. Dès 1973, il devint prélat de Cafayate en Argentine et évêque titulaire de Gaguari. Le 3 novembre 1977, il renonça au titre d’évêque titulaire de Gaguari. Il décéda le 23 novembre 1990.

- Sixto José Parzinger Foidl (1931)[23] : Né le 21 décembre 1931 en Autriche, il fut ordonné prêtre de l’« Order of Friars Minor Capuchin » [24], en 1960. Il devint Vicaire apostolique en décembre 1977 à Araucania, au Chili, et évêque titulaire de Gaguari. En 2001, il renonça à l’évêché titulaire et reçut celui de Villarrica au Chili. Il s’est déchargé de cette fonction en 2009.

- Francisco Moreno Barron (1954)[25] : Né le 3 octobre 1954 en Espagne, il fut ordonné prêtre dans l’archidiocèse de Morelia au Mexique, en 1979. En 2002, il devint évêque auxiliaire de Morelia et évêque titulaire de Gaguari. En 2008, il  cessa ses fonctions précédentes pour devenir évêque de Tlaxcala au Mexique.

- Manuel Aurelio Cruz (1953)[26] : Né le 2 décembre 1953 à Cuba, il fut ordonné prêtre en 1980, dans l’archidiocèse de Newark aux États-Unis. Il devint évêque auxiliaire de Newark en 2008 ainsi qu’évêque titulaire de Gaguari. Actuellement, il y est toujours en fonction.